# Lymnaea stagnalis
Lymnaea stagnalis, comúnmente denominado gran caracol de estanque, es una especie de gran caracol de agua dulce, un molusco gasterópodo acuático pulmonado en la familia Lymnaeidae. 
Limnaea stagnalis var. baltica Lindström, 1868: sinónimo de Lymnaea stagnalis (Linnaeus, 1758)

## Distribución
La distribución de esta especie es holártica. Está ampliamente distribuido y es común en muchos países e islas, incluyendo: Bélgica, islas británicas: Gran Bretaña e Irlanda, Canadá (provincia de Alberta, valle de Ottawa), Camboya, República Checa - preocupación menor (LC), Alemania - distribuido en toda Alemania pero en 2 estados en la lista roja (Rote Liste BRD), Países Bajos, Polonia, Rusia, Eslovaquia, Suecia (Skåne), Suiza, Ucrania. Estados Unidos (Utah) - Lymnaea stagnalis appressa.

## Descripción de la concha

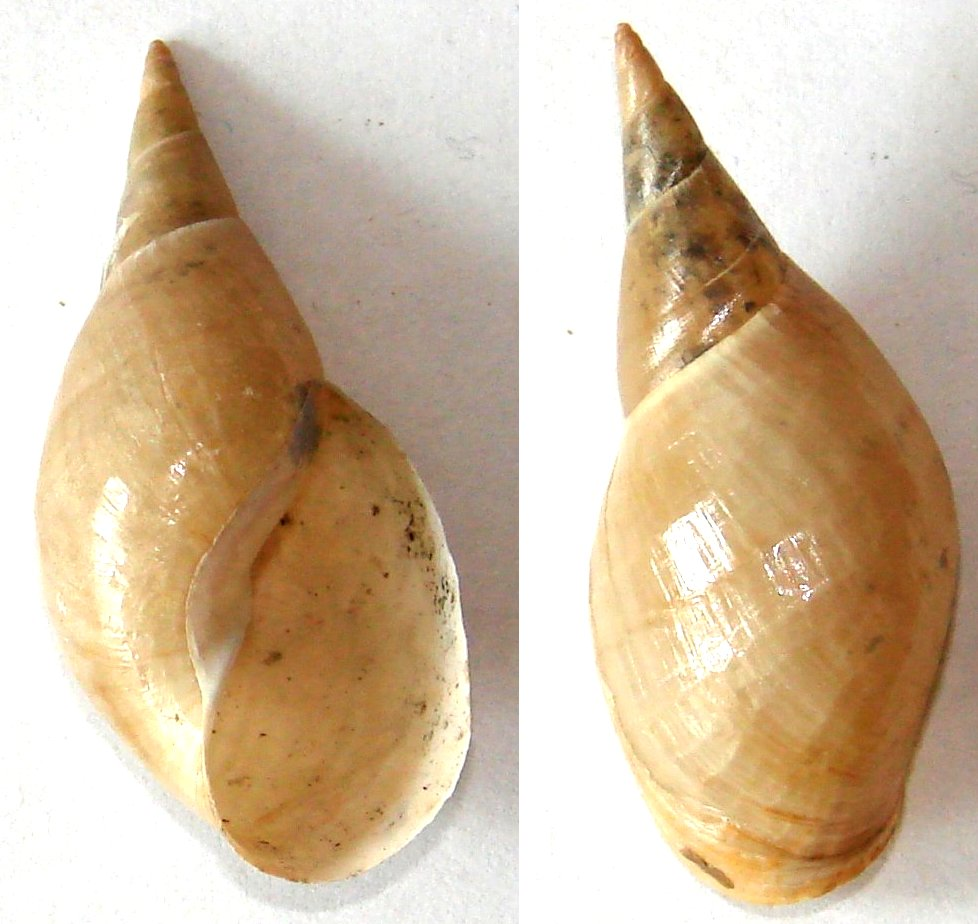
Concha de Lymnaea stagnalis

La concha de adulto de esta especie mide entre 45 y 60 mm de largo, y de 20 a 30 mm de diámetro.
La concha tiene 4.5-6 volutas débilmente convexas. Las volutas superiores son puntiagudas, la última voluta se infla repentinamente, de modo que su diámetro es mucho mayor que el de las volutas superiores. El ombligo está cerrado. Las conchas son de color marrón.

## Sistema nervioso

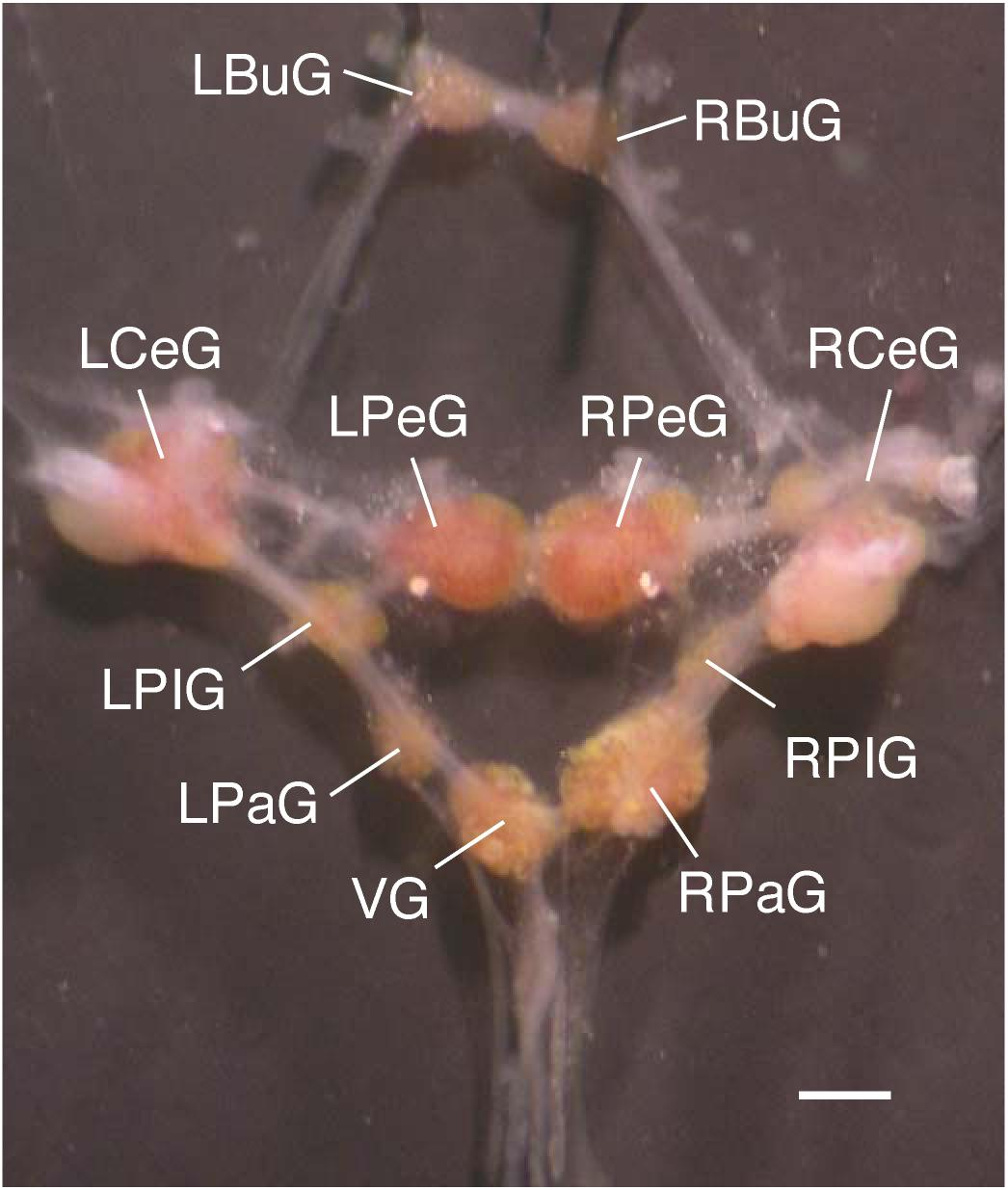
Disección del anillo central de ganglios de Lymnaea stagnalis. La barra de escala es 1 mm.
LBuG y RBuG: ganglios bucales
LCeG y RCeG: ganglios cerebrales
LPeG y RPeG: ganglios pedal
LPIG y RPIG: ganglios de la pleura
LPaG y RPaG: ganglios parietales
VG: ganglio visceral.

Lymnaea stagnalis es ampliamente utilizado para estudiar temas de aprendizaje, memoria y neurobiología.
 Lymnaea stagnalis  tiene un sistema nervioso central relativamente simple que consta de un total de ~ 20,000 neuronas, muchas de ellas identificables individualmente, organizadas en un anillo de ganglios interconectados. La mayoría de las neuronas del sistema nervioso central de Lymnaea stagnalis son de gran tamaño (diámetro: hasta ~ 100 μm), lo que permite la disección electrofisiológica de las redes neuronales, lo que ha permitido analizar los mecanismos de funcionamiento de las redes neuronales que controlan comportamientos relativamente simples. tales como alimentación, respiración, locomoción y reproducción. Los estudios que utilizan el sistema nervioso central de Lymnaea stagnalis como organismo modelo también han identificado nuevos mecanismos celulares y moleculares en la regeneración neuronal, la formación de sinapsis, la plasticidad sináptica, el aprendizaje y la formación de la memoria, la neurobiología del desarrollo y el envejecimiento, el papel modulador de neuropéptidos, y las respuestas adaptativas al estrés  hipóxico.

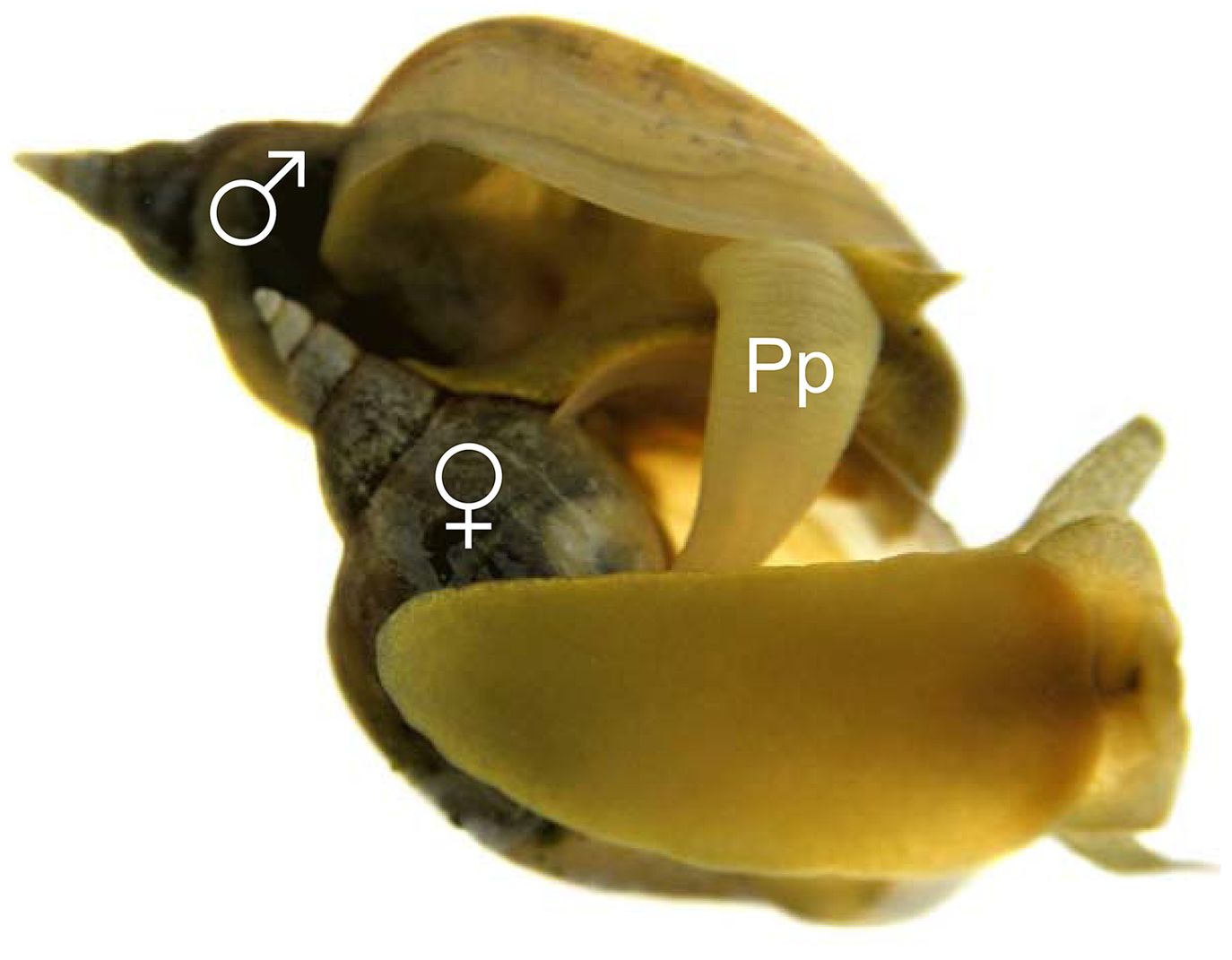
Lymnaea stagnalis en la posición de apareamiento típica de esta especie. El caracol superior está desempeñando el papel masculino (donante de esperma), su prepucio blanco (órgano portador de pene, Pp) se puede ver insertado debajo del caparazón del receptor de esperma, donde se encuentra la abertura femenina. Durante la inseminación, se transfieren los espermatozoides (de las vesículas seminales) y los líquidos seminales (de la glándula prostática). Como se trata de hermafroditas simultáneos, los roles sexuales pueden intercambiarse inmediatamente después.

## Hábitat
Este caracol solo habita en agua dulce: prefiere cursos de agua que fluyen con velocidad reducida, y cuerpos de agua quieta.

## Ciclo de vida

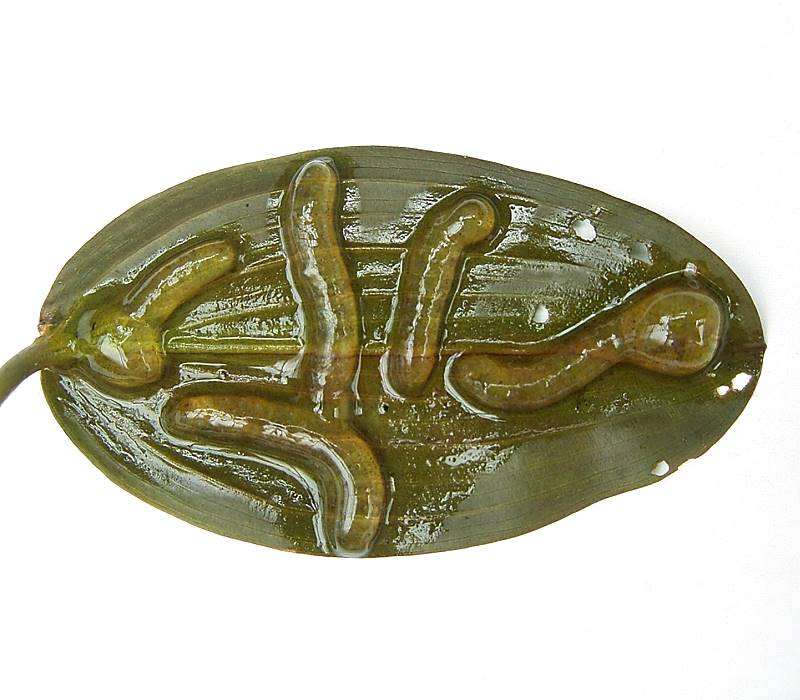
Huevos de Lymnaea stagnalis

Lymnaea stagnalis es una especie hermafrodita simultánea y puede aparearse en el rol masculino y femenino, pero dentro de una cópula solo se realiza un rol sexual a la vez. Lymnaea stagnalis realiza más inseminaciones en grupos más grandes y prefiera inseminar parejas nóveles en vez de parejas que le son conocidas. Esa mayor motivación para copular cuando se encuentra una nueva pareja se conoce como efecto Coolidge y se demostró en hermafroditas por primera vez en 2007.

## Parásitos
Lymnaea stagnalis es un hospedador intermedio de:
- Moliniella anceps (Molin, 1859) Hubner, 1939[12]

Otros parásitos de Lymnaea stagnalis son:
- Echinoparyphium aconiatum[13]
- Echinoparyphium recurvatum[14]
- Opisthioglyphe ranae[14]
- Plagiorchis elegans[14]
- Diplostomum pseudospathaceum[14]
- Echinostoma revolutum[14]
- Trichobilharzia szidati[14]

Lymnaea stagnalis ha sido infectado de manera experimental con Elaphostrongylus rangiferi.